# Durchlaucht Hypochonder
Durchlaucht Hypochonder ist ein deutsches Stummfilm-Lustspiel aus dem Jahre 1917 von Friedrich Zelnik mit Lisa Weise in der Titelrolle.

## Handlung
Die Geschichte spielt in der Biedermeierzeit mit all seinen verträumten Fürstentümer und gelangweilten Duodezherrschern. In einem dieser operettenhaften Kleinststaaten lebte einst Prinzessin Lisa, die launisch und kapriziös den ganzen Hofstaat, vom Gärtner bis zum Leibarzt, auf Trab hält. Immer fällt ihr etwas neues ein, um jeden um sich herum auf den Nerv zu gehen. Da sie auch noch vorgibt, anfällig für jede ungewollte Aufregung zu sein und dann augenblicklich Migräne und ähnliches bekommt, hat sie bald den Spitznamen „Durchlaucht Hypochonder“ weg. Ihr Gemahl, Prinz Dago von Doratzo, hat sich daran schon gewöhnt, doch eines Tages findet auch er, dass es das Prinzesschen zu weit treibt. 
Denn diesmal hat „La Serenissima“ die Langeweile in der kleinen Residenz zu einer wirklichen Schnapsidee getrieben: Um etwas Aufregung zu haben, umtreibt sie angeblich die Todessehnsucht. Und so bittet sie ihre beste Freundin, dass diese, nachdem Lisa ganz real den „sterbenden Schwan“ gegeben hat, sich um ihren Gatten kümmern möge, damit Dago nicht so allein bleibe. Fürstin Lolo und Gemahl Prinz Dago spielen dieses Spiel mit und beginnen noch zu Lebzeiten Lisa heftig miteinander zu flirten, was der vorgeblich Todessehnsüchtigen gleichwohl überhaupt nicht gefällt. Und so erwachen in Durchlaucht Hypochonder plötzlich wieder sämtliche Lebensgeister und sie will um ihren Mann kämpfen. Alles passiert letztlich genau so, wie Dago und Lolo es ersonnen hatten, und Durchlaucht Hypochonder ist nun endgültig von ihren Flausen im Kopf kuriert.

## Produktionsnotizen
Durchlaucht Hypochonder entstand im Herbst 1917, passierte die Zensur 1917 im Dezember desselben Jahres und wurde am 25. Januar 1918 in Berlins Kammerlichtspielen uraufgeführt. Die Länge des Vierakters betrug 1350 Meter.

## Kritiken
In Wiens Neue Kino-Rundschau heißt es: „Eine bunte Reihe lustiger Einfälle und witziger Pointen sorgt für die Ausschmückung des heiteren Textes. (…) Zelniks Regiekunst hat erlesenen Geschmack und große Sicherheit in der Gestaltung der Szenen erwiesen. Lisa Weise ist die geborene Lustspieldiva mit ihrem einschmeichelnden Charme und jugendlichen Liebreiz. (…) Die Inszenierung ist ebenso wie die Fotografie erstklassig. Ein Rokokotrachtenfest, welches in entzückenden Bildern gestellt ist, dürfte das Entzücken des Publikums bilden.“
Die Wiener Allgemeine Zeitung kam zu folgendem Schluss: „Reizend in Fabel und Spiel ist das Lustspiel „Durchlaucht Hypochonder“. (…) In seinem ungezwungenen Spiel legt das prächtige Trio Lisa Weise, K. Beckersachs und Grete Dierks einen ernsteren Sinn der sehr heiteren Handlung bloß.“